# Инџинуити
Инџинуити (енгл. Ingenuity или грубо преведено Довитљивост) је мали роботски хеликоптер смештен на Марсу од 18. фебруара 2021. године. Прва летелица на Марсу, успешно је завршила први познати атмосферски лет, од вертикалног полетања до слетања, на било којој планети изван Земље, 19. априла 2021. Део Насине мисије Марс 2020, мала коаксијална беспилотна летелица служи као технолошки демонстратор за потенцијалну употребу летећих сонди у другим световима и имаће потенцијал да извиђа локације од интереса и подржи будуће планирање путних праваца за Марсове ровере.
Инџинуити, сада на површини Марса, била је причвршћена на доњој страни ровера Персеверанс. Његово распоређивање је било 3. априла 2021. године, око 60 дана након слетања Персеверанцеа ' слетања Октавија Е. Батлер у кратеру Језеро. Прво полетање је покушано 19. априла 2021. у 07:15 УТЦ, уз пренос уживо 3 сати касније у 10:15 УТЦ, потврђујући лет.
Ровер Персеверанс возио је отприлике 100 m удаљен од дрона како би му омогућио сигурну „тампон зону” у којој је извршио први лет.
Очекује се да ће Инџинуити летети и до пет пута током своје 30-дневне пробне кампање заказане за рану мисију ровера. Пре свега технолошке демонстрације, планирано је да сваки лет лети на висинама у распону од 3-5 m изнад земље, до 90 секунди свака. Довитљивост, која може путовати и до 50 m надоле и затим натраг у почетно подручје, користиће аутономну контролу током својих кратких летова, које ће оператери у лабораторији за млазни погон (ЈПЛ) телероботски планирати и скриптирати. Комуницираће директно са ровером Персеверанс након сваког слетања. Лопатице његовог ротора успешно су откључане 8. априла 2021. године, неколико дана након што се одвојио од Упорности.
Ако Инџинуити ради како се очекује, НАСА ће можда градити на свом дизајну како би проширила ваздушну компоненту будућих мисија на Марс. Пројекат води МиМи Аунг у ЈПЛ. Међу осталим сарадницима су AeroVironment Inc, Насин истраживачки центар Амес и Насин истраживачки центар Ленгли.
Инџинуити носи комад тканине са крила Рајт флајера из 1903. године, авиона браће Рајт, првог контролисаног лета човечанства на Земљи.